# سورگو

سورگو شهری در شهرستان سورگو در استان بولکیمده در بورکینافاسوی غربی مرکزی است جمعیت آن ۲۲۱۱ نفر است.